# Pasta alla carbonara di mare
La pasta alla carbonara di mare è un piatto di pesce diffuso in Lazio, Toscana, particolarmente a Viareggio, e sulla Riviera Romagnola, variante della celebre pasta alla carbonara.

## Descrizione
La preparazione avviene in modo analogo a quella della pasta alla carbonara ma, al posto del guanciale, si usa il pesce. 
Nelle varianti più diffuse si impiega il tonno o il salmone. 
Talvolta viene utilizzato pesce misto: gamberi, totani, frutti di mare. 
In Romagna la carbonara di pesce è diffusa, e viene preparata con gamberi, calamari e vongole.
La pasta alla carbonara alla viareggina è realizzata con i frutti di mare, come la pasta allo scoglio (che a Viareggio si fa in bianco, senza pomodoro).